# HMS Proteus (N29)
HMS Proteus (N29) là một  tàu ngầm lớp Parthian được Hải quân Hoàng gia Anh chế tạo vào cuối thập niên 1920. Nó là chiếc tàu chiến thứ hai của Hải quân Anh được đặt cái tên này, theo tên Proteus, một vị thần trong thần thoại Hy Lạp. Nhập biên chế năm 1930, nó được phái sang phục vụ tại Viễn Đông cho đến khi Chiến tranh Thế giới thứ hai bùng nổ, và được điều về tăng cường cho lực lượng tại Địa Trung Hải khi Ý tuyên chiến với Pháp. Chiếc tàu ngầm đã hoạt động thuần túy tại khu vực Địa Trung Hải, sống sót qua cuộc xung đột và đánh chìm được mười lăm tàu đối phương. Sau chiến tranh Proteus ngừng hoạt động và bị tháo dỡ tại Troon, Scotland vào tháng 2, 1946.

## Thiết kế và chế tạo

### Thiết kế
Lớp Parthian được chế tạo với một thiết kế cải tiến hơn so với  lớp Odin; có mũi tàu dốc nghiêng và tăng cường tấm chắn cho khẩu hải pháo trên boong. Lớp này vẫn tồn tại một khiếm khuyết có từ lớp Odin, nơi các thùng nhiên liệu hình yên ngựa được ghép vào vỏ tàu bằng đinh tán dễ bị rò rỉ, khiến dầu diesel nổi lên và làm lộ vị trí của tàu ngầm.
Những chiếc lớp Parthian có chiều dài chung 289 ft (88 m), mạn tàu rộng 28 ft (8,5 m) và mớn nước sâu 13 ft 8 in (4,17 m). Nó có trọng lượng choán nước 1.475 tấn Anh (1.499 t) khi nổi và 2.040 tấn Anh (2.073 t) khi lặn. Con tàu được vận hành bằng hai động cơ diesel Admiralty 8-xy lanh công suất 4.640 bhp (3.460 kW) cùng hai động cơ điện công suất 1.635 shp (1.219 kW),  mỗi chiếc dẫn động một trục chân vịt. Nó đạt được tốc độ tối đa 17,5 kn (32,4 km/h) trên mặt nước và 9 kn (17 km/h) khi di chuyển ngầm.
Lớp Parthian có thủy thủ đoàn đầy đủ 53 người. Con tàu trang bị một hải pháo QF 4-inch/40 Mk IV, hai súng máy Lewis, cùng tám ống phóng ngư lôi 533 milimét (21,0 in), gồm sáu ống trước mũi và hai ống phía đuôi, và mang theo tổng cộng 24 ngư lôi. Parthian là lớp tàu ngầm Anh đầu tiên được trang bị ngư lôi 21 in (530 mm) Mark VIII.

### Chế tạo
Proteus được đặt hàng vào ngày 7 tháng 2, 1928, và được đặt lườn tại xưởng tàu của hãng Vickers-Armstrongs tại Barrow-in-Furness vào ngày 18 tháng 7, 1928. Nó được hạ thủy vào ngày 23 tháng 7, 1929 và nhập biên chế cùng Hải quân Hoàng gia Anh vào ngày 17 tháng 6, 1930.

## Lịch sử hoạt động

### 1930 - 1939
Sau khi nhập biên chế, Proteus được phái sang Viễn Đông và đã phục vụ tại Trạm Trung Hoa trong thành phần Chi hạm đội tàu ngầm 4 từ năm 1931 đến năm 1940, hoạt động từ các căn cứ Hong Kong và Singapore.

### 1940
Sau khi Chiến tranh Thế giới thứ hai bùng nổ tại Châu Âu, Proteus được điều động sang Địa Trung Hải để hỗ trợ cho các hoạt động tác chiến tại đây. Nó khởi hành từ Hong Kong vào ngày 2 tháng 4, 1940, lần lượt đi ngang qua Singapore; Colombo, Ceylon; Aden và kênh đào Suez trước khi đi đến Alexandria, Ai Cập vào ngày 3 tháng 5, nơi nó gia nhập Chi hạm đội tàu ngầm 1. Chiếc tàu ngầm bắt đầu hoạt động tuần tra trong Địa Trung Hải từ các căn cứ Alexandria, Malta và Gibraltar.
Khi Hải quân Anh tấn công Mers-el-Kébir vào ngày 4 tháng 7, Proteus đã tuần tra ngoài khơi bờ biển Bắc Phi nhưng không có hoạt động nào chống lại Hải quân Pháp thuộc phe Vichy Pháp. Vào cuối chuyến đi từ Gibraltar đến Malta, vào ngày 9 tháng 8, nó bị hư hại do va chạm với chiếc tàu kéo HMS Adromeda. Đến ngày 12 tháng 9, ở vị trí khoảng 40 nmi (74 km) về phía Đông Bắc Tobruk, Libya, nó phóng ngư lôi tấn công một tàu ngầm Ý, có thể là Uarsciek hoặc Ondina, nhưng không trúng đích. Đến cuối tháng 11, Proteus được điều quay trở về Anh, và được đại tu tại Căn cứ Hải quân Portsmouth từ ngày 30 tháng 12, 1940 đến ngày 17 tháng 7, 1941; chiếc tàu ngầm đồng thời cũng được trang bị radar.

### 1941
Sau một giai đoạn chạy thử máy và huấn luyện, Proteus lên đường vào tháng 9, 1941 để quay trở lại khu vực Địa Trung Hải, ghé đến Gibraltar để sửa chữa trước khi đến Malta vào ngày 22 tháng 9. Tại vùng biển phía Tây Hy Lạp, nó phóng ba quả ngư lôi tấn công tàu chở hành khách Ý Donizetti 2.428 GRT vào ngày 1 tháng 10 nhưng không trúng đích. Chiếc tàu ngầm gặp trục trặc động cơ vào ngày 6 tháng 10 nên phải hủy bỏ chuyến tuần tra và quay trở về Alexandria để sửa chữa.
Trong chuyến tuần tra tiếp theo trong biển Aegean, vào ngày 2 tháng 11, nó tìm cách tấn công một đoàn tàu vận tải, nhưng bị tàu hộ tống đối phương phát hiện và tấn công bằng mìn sâu; chiếc tàu ngầm đã thoát được mà không bị hư hại. Sang ngày hôm sau 3 tháng 11, ở vị trí về phía Đông đảo Andros, Hy Lạp, nó tấn công và gây hư hại cho chiếc tàu chở dầu Ý Tampico 4.958 GRT tại tọa độ 37°53′B 24°30′Đ / 37,883°B 24,5°Đ; các tàu phóng lôi Ý Monzambano và Castelfidardo đã thả mìn sâu phản công nhưng Proteus không bị hư hại. Đến ngày 10 tháng 11, nó phóng ngư lôi tấn công và đánh chìm tàu chở quân Đức Ithaka 1.773 GRT ở vị trí cách 2 nmi (3,7 km) về phía Tây Nam đảo Milos, Hy Lạp. Đây được cho là chiến công đầu tiên của tàu ngầm được hướng dẫn bằng radar.
Trong biển Aegean vào đêm 6-7 tháng 12, Proteus tìm cách tiếp cận để tấn công tàu buôn Đức Bellona 1.297 GRT, nhưng bị tàu khu trục Ý Turbine phát hiện và tấn công bằng mìn sâu, nên phải lặn sâu và thoát đi. Đến ngày 8 tháng 12, nó phá hủy chiếc thuyền buồm Hy Lạp Giorgio bằng chất nổ trong eo biển Kythira. Đến ngày 30 tháng 12, chiếc tàu ngầm phóng ngư lôi tấn công và gây hư hại cho chiếc tàu buôn Ý Citta di Marsala 2.480 GRT, vốn được tàu khu trục Turbine hộ tống, ở vị trí về phía Tây Nam Argostoli, tại tọa độ 38°02′B 20°22′Đ / 38,033°B 20,367°Đ.

### 1942
Vào ngày 5 tháng 1, 1942, Proteus phóng ngư lôi đánh chìm tàu buôn tuần dương vũ trang Ý Citta di Palermo 5.413 GRT ở vị trí ngoài khơi đảo Lefkada, Hy Lạp, tại tọa độ 38°33′B 20°36′Đ / 38,55°B 20,6°Đ. Đến ngày 8 tháng 2, ở vị trí về phía Tây đảo Lefkada, nó phóng ngư lôi tấn công một mục tiêu được cho là một tàu ngầm tại tọa độ 38°41′B 20°30′Đ / 38,683°B 20,5°Đ, nhưng mục tiêu lại là tàu phóng lôi Ý Sagittario. Tàu đối phương tìm cách húc chiếc tàu ngầm, và khi hai con tàu va chạm, bánh lái mũi bên mạn trái của Proteus đâm trúng Sagittario tạo ra một lổ thủng lớn phía mũi tàu trước khi gảy rời; chiếc tàu ngầm buộc phải quay trở về Alexandria và được sửa chữa tại Port Said, Ai Cập.
Vào ngày 27 tháng 2, Proteus tấn công chiếc tàu chiến phụ trợ Ý Monfalcone 218 GRT ở vị trí về phía Bắc Corfu, nhưng không trúng đích. Sang ngày hôm sau 28 tháng 2, Proteus phóng ngư lôi đánh chìm tàu chở quân Ý Galilea 8.040 GRT ở vị trí cách 9 nmi (17 km) về phía Tây Nam đảo Antipaxos, Hy Lạp, tại tọa độ 39°04′B 20°05′Đ / 39,067°B 20,083°Đ. Đến ngày 30 tháng 2, nó lại phóng ngư lôi đánh chìm tàu buôn Ý Bosforo 3.648 GRT ở vị trí ngoài khơi đảo Sapientza, Hy Lạp, tại tọa độ 36°38′B 21°15′Đ / 36,633°B 21,25°Đ.
Vào ngày 2 tháng 5, Proteus phóng ngư lôi tấn công và gây hư hại cho chiếc tàu buôn Đức Otto Leonhardt 3.682 GRT (nguyên là chiếc Arethusa của Hy Lạp), ở vị trí về phía Tây Lefkada, Hy Lạp, tại tọa độ 38°41′B 20°34′Đ / 38,683°B 20,567°Đ. Sang ngày 5 tháng 5, nó đánh chìm thuyền buồm Hy Lạp Evangelistria 21 GRT bằng hải pháo ở vị trí khoảng 25 nmi (46 km) về phía Tây Bắc đảo Navarino, Hy Lạp, tại tọa độ 37°07′B 21°20′Đ / 37,117°B 21,333°Đ. Đến ngày 30 tháng 5, chiếc tàu ngầm lại phóng ngư lôi đánh chìm chiếc tàu buôn Ý Bravo 1.570 GRT (nguyên là chiếc Junak của Nam Tư) ở vị trí về phía Tây Benghazi, Libya, tại tọa độ 32°21′B 18°54′Đ / 32,35°B 18,9°Đ. Sang ngày hôm sau 31 tháng 5, Proteus phóng ngư lôi tấn công và gây hư hại cho chiếc tàu buôn Ý Gino Allegri 6.836 GRT ở vị trí về phía Tây Benghazi, tại tọa độ 32°21′B 18°36′Đ / 32,35°B 18,6°Đ; con tàu Ý bị hư hại cuối cùng bị máy bay Anh ném bom đánh chìm.
Vào đầu tháng 6, Proteus hoạt động tuần tra tại khu vực Trung tâm Địa Trung Hải để bảo vệ cho đoàn tàu vận chuyển tiếp liệu đến Malta trong khuôn khổ Chiến dịch Vigorous. Vào ngày 3 tháng 8, chiếc tàu ngầm đi đến vịnh Laconia, Peloponnese để cho đổ bộ bốn sĩ quan cùng năm binh lính Hy Lạp nhằm xây dựng lực lượng kháng chiến tại Hy Lạp. Sang ngày hôm sau 4 tháng 8, nó đánh chìm các thuyền buồm Hy Lạp Marigula và Panagia Kounistra bằng hải pháo trong vịnh Nauplion, rồi thêm một chiếc khác ngoài khơi Rhodes vào ngày 6 tháng 8. Đến ngày 7 tháng 8, nó đánh chìm thuyền buồm Hy Lạp Agios Georgios bằng hải pháo ở vị trí về phía Tây Serifos, rồi phóng ngư lôi đánh chìm chiếc tàu buôn Đức Wachtfels 8.467 GRT ở vị trí khoảng 10 nmi (19 km) về phía Tây Bắc đảo Milos, tại tọa độ 36°55′B 24°10′Đ / 36,917°B 24,167°Đ. Sang ngày 8 tháng 8, nó đánh chìm thêm thuyền buồm Hy Lạp Firesia 200 GRT bằng hải pháo ở vị trí phía Nam đảo Naxos, tại tọa độ 36°49′B 27°31′Đ / 36,817°B 27,517°Đ. Sau đó chiếc tàu ngầm gặp trục trặn động cơ, nên phải kết thúc sớm chuyến tuần tra và về đến Beirut, Liban vào ngày 14 tháng 8.

### 1943 -1944
Proteus được lệnh quay trở về Anh để sửa chữa, nên rời Beirut vào ngày 13 tháng 9, 1942, đi ngang qua Malta và Gibraltar trước khi đi đến Plymouth vào ngày 19 tháng 10. Nó đi vào Xưởng tàu Devonport để sửa chữa, và công việc kéo dài cho đến tháng 5, 1943.
Sau khi hoàn tất, Proteus được rút về làm nhiệm vụ huấn luyện, chủ yếu tại khu vực sông Clyde, cho đến khi nó xuất biên chế vào ngày 30 tháng 6, 1944. Proteus trở thành tàu ngầm  lớp Parthian có thời gian hoạt động dài nhất, và là chiếc duy nhất trong lớp sống sót cho đến hết Thế Chiến II. Con tàu được tháo dỡ tại Troon, Scotland vào tháng 2, 1946.